# Ньюпорт (Пенсільванія)
Ньюпорт (англ. Newport) — місто (англ. borough) в США, в окрузі Перрі штату Пенсільванія. Населення — 1485 осіб (2020).

## Географія
Ньюпорт розташований за координатами 40°28′44″ пн. ш. 77°8′1″ зх. д. / 40.47889° пн. ш. 77.13361° зх. д. (40.478986, -77.133624).  За даними Бюро перепису населення США в 2010 році місто мало площу 0,88 км², з яких 0,78 км² — суходіл та 0,10 км² — водойми.

## Демографія
Згідно з переписом 2010 року, у селищі мешкали 1574 особи в 653 домогосподарствах у складі 385 родин. Густота населення становила 1791 особа/км².  Було 716 помешкань (815/км²).
Расовий склад населення:
| - 97,5 % — білих - 0,8 % — чорних або афроамериканців - 0,2 % — корінних американців - 0,1 % — азіатів |

До двох чи більше рас належало 0,9 %. Частка іспаномовних становила 1,3 % від усіх жителів.
За віковим діапазоном населення розподілялося таким чином: 27,9 % — особи молодші 18 років, 60,3 % — особи у віці 18—64 років, 11,8 % — особи у віці 65 років та старші. Медіана віку мешканця становила 33,7 року. На 100 осіб жіночої статі у селищі припадало 89,6 чоловіків;  на 100 жінок у віці від 18 років та старших — 87,3 чоловіків також старших 18 років.
Середній дохід на одне домашнє господарство  становив 45 493 долари США (медіана — 36 172), а середній дохід на одну сім'ю — 53 339 доларів (медіана — 48 393). Медіана доходів становила 41 685 доларів для чоловіків та 33 807 доларів для жінок. За межею бідності перебувало 25,5 % осіб, у тому числі 46,5 % дітей у віці до 18 років та 10,3 % осіб у віці 65 років та старших.
Цивільне працевлаштоване населення становило 632 особи. Основні галузі зайнятості: освіта, охорона здоров'я та соціальна допомога — 16,9 %, роздрібна торгівля — 14,2 %, науковці, спеціалісти, менеджери — 11,4 %, мистецтво, розваги та відпочинок — 10,3 %.